# 콘라트 게스너

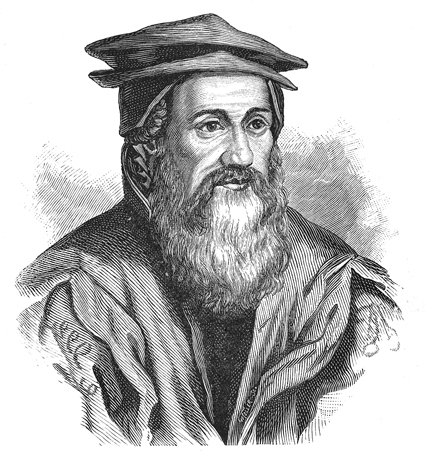
콘라트 게스너

콘라트 게스너(Conrad Gessner, 1516년 3월 26일 ~ 1565년 12월 13일)은 스위스의 박물학자이자 서지학자이다. 그가 총 세 권으로 쓴 《동물지》는 근대 동물학의 효시로 여겨진다.
취리히에서 모피상의 아들로 태어났다. 아버지가 카펠 전쟁(1531년)에서 전사한 후 그의 집은 경제적으로 쪼들렸다.